# Атарбековка
Атарбековка или Уадабаара (абх. Уадабаара, груз. ათარბეკოვკა) — село в Абхазии, в Гулрыпшском районе частично признанной Республики Абхазия, согласно административному делению Грузии — в Гульрипшском муниципалитете Абхазской Автономной Республики.

## Население
В 1959 году в селе Атарбековка жило 50 человек, в основном армяне. В 1989 году в селе постоянные жители отсутствовали.